# Cesano Boscone
Cesano Boscone – miasto i gmina we Włoszech, w regionie Lombardia, w prowincji Mediolan.
Według danych na rok 2004 gminę zamieszkiwały 24 082 osoby, 8027,3 os./km².